# Naomi Wray
Naomi Ruth Wray é uma australiana geneticista de estatística da Universidade de Queensland, onde ela é uma Pesquisadora de Investigação do Instituto de Biociências Moleculares e uma Professora Afiliada do Instituto Cerebral de Queensland. Ela também faz parte do National Health and Medical Research Council (NHMRC). Ela foi eleita fellow da Academia Australiana de Ciência, em 2016.